# Tarvisio
Tarvisio (słoweń. Trbiž, niem. Tarvis, friul. Tarvis) – miejscowość i gmina we Włoszech, w regionie Friuli-Wenecja Julijska, w prowincji Udine.
Według danych na rok 2004 gminę zamieszkiwały 5074 osoby, 24,8 os./km².
W 2003 zorganizowano tu zimową uniwersjadę.
W miejscowości znajduje się stacja kolejowa Tarvisio Boscoverde.

## Miasta partnerskie
- Szentgotthárd